# Raymond Belle
Raymond Belle Lute fue un soldado y bombero francés nacido en 1939 en Huế, Vietnam (entonces Indochina Francesa) hijo de un médico francés y una madre vietnamita y considerado uno de los precursores y originadores del Parkour. Durante la primera guerra de Indochina su padre murió y fue enviado como niño soldado a una escuela militar del Ejército Francés en Da Lat a la edad de 7 años, separándolo de su madre.
En el transcurso de su educación militar, período de los 12 a 19 años, fue entrenado en el Método Natural, que para entonces estaba extendido por toda la milicia francesa. En aquellos entrenamientos conoció a Georges Hébert y más allá de utilizarlo sólo en sus entrenamientos empezó a entrenarlo en su día a día, incluso tras finalizar su formación militar y entrar en el cuerpo de bomberos parisino.
Raymond entrenó más duro y más tiempo que los demás, con la idea de que nunca más volvería a ser una víctima. Por la noche, cuando todo el mundo dormía, corría o trepaba a los árboles. Utilizó las pistas de obstáculos militares en secreto, y también creó cursos por iniciativa propia que pusieron a prueba su resistencia, fuerza y flexibilidad, lo que no sólo le permitió conseguir capacidades para poder sobrevivir a las dificultades que experimentó durante su infancia, también el tiempo para prosperar. 
Después de la batalla de Dien Bien Phu en 1954, fue enviado a Francia donde permaneció durante un periodo de tiempo en un campo de refugiados en el que continuó con la educación militar hasta los 19 años, cuando se unió al Cuerpo de Bomberos de París en 1958, una unidad del ejército francés.
Jugó un papel clave en la primera operación de transporte en helicóptero del cuerpo de bomberos. Sus muchas hazañas de rescate le hicieron ganar un gran número de medallas y la reputación de ser un bombero excepcional y una inspiración para la siguiente generación.
Raymond Belle dedicó su vida al ejercicio físico y al desarrollo de las enseñanzas y las disciplinas de Georges Hébert (expuestas en el libro "Méthode Naturelle") refiriéndose a ellas, según su interpretación como "parcours". Fue un modelo para atletas, especialmente para su hijo David Belle y el amigo de este, Sébastien Foucan. 
Raymond fallece en diciembre de 1999, a la edad de 61 años.

## La familia Belle, Hnautra y el Parkour
Al igual que Raymond, algunos miembros más de la familia Belle consiguieron viajar e instalarse en Francia, cerca de Sarcelles. En 1973, a la edad de 34 años, fruto de su relación con Monique Belle, nace su hijo David. En este contexto, Raymond comienza a desarrollar sus entrenamientos de una forma más lúdica con algunos de sus sobrinos como Châu, Williams, Phung y Katty Belle y también con su hijo, a pesar de que no vivía con él. Raymond siembra la semilla que más tarde germinaría con la creación del Arte del Desplazamiento (ADD) gracias a su inspiración y ejemplo para los miembros de su familia y amigos de ésta. 
Así a principios de la década de los 90, cuando David contaba aproximadamente con 17 años participó en la creación del grupo Yamakasi, que recogió la esencia del método natural, pero aplicándola además de al entorno natural, al urbano. Creando la disciplina conocida como ADD. 
Sin embargo, su desarrollo no recayó únicamente en la aproximación a la actividad física y la exploración que Raymond enseñó a su hijo y sobrinos, sino que se podría hablar de dos familias como el núcleo o el germen de la disciplina. La familia Belle, en Sarcelles, y la familia Hnautra, en Évry. David fue la conexión entre ambas. 
En el año 2000 tras el fallecimiento de su padre y la disolución de Yamakasi, David, rebautizó la disciplina como Parkour e inició una carrera en solitario intentando conseguir adeptos de su disciplina, que sólo se centrará en lo útil, evitando lo superfluo. Característica no presente en el ADD.